# Momofuku Andō
Momofuku Andō (安藤百福, 5 de març de 1910 - † 5 de gener de 2007) va ser el fundador i president de Nissin Foods i creador de la sopa instantània ramen comercialitzada avui en dia en forma de Cup Noodle.

## Biografia
Momofuku Andō va néixer el 1910 a Taiwan, quan aquesta era una colònia japonesa. El 1933, a l'edat de 23 anys, es va traslladar a viure al Japó. Amb l'escassetat de menjar que hi havia al país en acabar la Segona Guerra Mundial, Andō va desenvolupar la idea d'una sopa de fideus de qualitat i versàtil que ajudaria a alimentar grans quantitats de població. L'any 1948 va fundar l'empresa Nissin. Deu anys després, als voltants del 1958, va treure al mercat "Chicken Ramen" ('チキンラーメン'), la primera sopa instantània de fideus. Davant l'èxit del producte, l'empresa va introduir noves sopes, com la "Cup Noodle", el 1971. El 1999 es va inaugurar un museu on es presenten els seus productes i invents.
El 5 de gener de 2007 Andō va sofrir un infart i va morir a l'edat de 96 anys.